# مداکاندا
مداکاندا (به لاتین: Medakanda) یک منطقهٔ مسکونی در سری‌لانکا است که در استان مرکزی (سری‌لانکا) واقع شده‌است.